# Papucscsőrűmadár-félék
A papucscsőrűmadár-félék (Balaenicipitidae) a madarak (Aves) osztályának és gödényalakúak (Pelecaniformes) rendjének egyik családja.

## Rendszertani besorolásuk
2014-ben Jarvis és társai alaktani és DNS-vizsgálatokat végeztek a mai madarak körében; felfedezésüket a „Whole-genome analyses resolve early branches in the tree of life of modern birds” (A genom teljes vizsgálata meghatározza a modern madarak családfájának a korai ágait) című írásban adták ki. Ennek a nagymértékű kutatásnak a következtében, az Ornitológusok Nemzetközi Kongresszusánnak (International Ornithological Congress) jóváhagyásával ezt a madárcsaládot kivették a gólyaalakúak (Ciconiiformes) rendjéből és áthelyezték a gödényalakúak (Pelecaniformes) rendjébe.

## Rendszerezés
A családba 1 élő és 1-2 fosszilis madárnem tartozik:
- Balaeniceps Gould, 1850 - 1 faj
  - papucscsőrű madár (Balaeniceps rex) Gould, 1850
- †Goliathia Lambrecht, 1930 - 1 faj[12]
  - †Goliathia andrewsii Lambrecht, 1930 - kora oligocén; Egyiptom
- †?Paludavis - kora miocén; Egyiptom

A korábban idesorolt fosszilis, eocén kori Eremopezus madárnemet, manapság áthelyezték a saját családjába, az Eremopezidae nevűbe.